# 台湾拟壁钱
台湾拟壁钱（学名：Oecobius formosensis）为拟壁钱科拟壁钱属的动物。分布于日本、台湾等地。该物种的模式产地在日本。